# Eleição municipal de São José dos Campos em 2000
A Eleição Municipal de São José dos Campos em 2000 foi realizada no dia 1º de outubro para eleger o prefeito, um vice-prefeito e 15 vereadores no município brasileiro do Estado de São Paulo. O atual prefeito da cidade Emanuel Fernandes, estava concorrendo à reeleição, disputando o cargo com Ângela Guadagnin (PT), Aníbal Monteiro de Castro (PDT) e Ernesto Gradella Neto (PSTU). Emanuel Fernandes foi reeleito prefeito pelo Partido da Social Democracia Brasileira (PSDB), com 57,25%, e governou a cidade pelo período de 1º de janeiro de 1997 a 31 de dezembro de 2000. 

## Antecedentes
Emanuel Fernandes ficou em terceiro lugar na disputa pela prefeitura joseense na eleição de 1992, na qual Ângela Guadagnin fora eleita. Em 1994, Fernandes candidatou-se a deputado federal, conseguindo a suplência e assumindo uma vaga em junho de 1996. Ainda neste ano, Fernandes se candidatou novamente ao paço municipal, elegendo-se no segundo turno ao obter 57,33% dos votos - equivalente aos 137.339 votos nominais recebidos - e derrotar o ex-prefeito Pedro Yves (então no PMDB).
Já Ângela Guadagnin, após o exercício de seu mandato (1993-1996) e com boa avaliação popular, apoiou a candidatura do petista Edmilson Rogério de Oliveira (Toquinho) em 1996. Este, porém, ficou em terceiro lugar, atrás do então deputado Emanuel Fernandes (PSDB) e do ex-prefeito Pedro Yves (PMDB). Assim, Ângela se candidataria à Câmara dos Deputados em 1998, sendo eleita com 85.177 votos.

## Candidaturas
|  | Nº | Candidato(a) a prefeito | Candidato(a) a prefeito         | Candidato(a) a vice-prefeito | Candidato(a) a vice-prefeito    | Coligação |
|  | -- | ----------------------- | ------------------------------- | ---------------------------- | ------------------------------- | --- |
|  | 12 |                         | Aníbal Monteiro de Castro (PDT) |                              | Giuseppe Constantino (PAN)      | "São José para o povo" - Partido Democrático Trabalhista (PDT) - Partido dos Aposentados da Nação (PAN) |
|  | 13 |                         | Ângela Guadagnin (PT)           |                              | Itamar Coppio (PMDB)            | "São José mais humana" - Partido da Mobilização Nacional (PMN) |
|  | 45 |                         | Emanuel Fernandes (PSDB)        |                              | Riugi Kojima (PSB)              | "Nós de São José" - Partido da Social Democracia Brasileira (PSDB) - Partido Socialista Brasileiro (PSB) - Partido da Frente Liberal (PFL) - Partido Progressista Brasileiro (PPB) - Partido Trabalhista Brasileiro (PTB) - Partido Liberal (PL) - Partido Popular Socialista (PPS) - Partido Social Trabalhista (PST) - Partido Verde(PV) - Partido Trabalhista Nacional (PTN) |
|  | 16 |                         | Ernesto Gradella Neto (PSTU)    |                              | Aparecida Santana Borges (PSTU) | "Partido não coligado" - Partido Socialista dos Trabalhadores Unificado (PSTU) |

## Resultados

### Prefeito
| Candidato(a)             | Vice                       | 1º turno 1º de outubro de 2000 | 1º turno 1º de outubro de 2000 |
| Candidato(a)             | Vice                       | Total                          | Percentagem                    |
| ------------------------ | -------------------------- | ------------------------------ | ------------------------------ |
| Emanuel Fernandes (PSDB) | Riugi Kojima (PSB)         | 151.018                        | 57,25%                         |
| Ângela Guadagnin (PT)    | Itamar Coppio (PMDB)       | 96.003                         | 36,39%                         |
| Aníbal Monteiro (PDT)    | Giuseppe Constantino (PAN) | 12.293                         | 4,66%                          |
| Ernesto Gradella (PSTU)  | Aparecida Borges (PSTU)    | 4.483                          | 1,70%                          |
| Total de votos válidos   | Total de votos válidos     | 263.797                        | 100,00%                        |
| Votos apurados           |                            |                                |                                |
| Votos válidos            | Votos válidos              | 263.797                        | 94,01%                         |
| Votos em branco          | Votos em branco            | 5.068                          | 1,81%                          |
| Votos nulos              | Votos nulos                | 11.752                         | 4,19%                          |
| Total de votos apurados  | Total de votos apurados    | 280.617                        | 100,00%                        |
| Eleitores                |                            |                                |                                |
| Comparecimento           | Comparecimento             | 280.617                        | 87,13%                         |
| Abstenções               | Abstenções                 | 41.462                         | 12,87%                         |
| Total de eleitores       | Total de eleitores         | 322.079                        | 100,00%                        |

### Vereadores
| Resultado da eleição para a Câmara Municipal de São José dos Campos em 2000 | Resultado da eleição para a Câmara Municipal de São José dos Campos em 2000 | Resultado da eleição para a Câmara Municipal de São José dos Campos em 2000 | Resultado da eleição para a Câmara Municipal de São José dos Campos em 2000 | Resultado da eleição para a Câmara Municipal de São José dos Campos em 2000 | Resultado da eleição para a Câmara Municipal de São José dos Campos em 2000 | Resultado da eleição para a Câmara Municipal de São José dos Campos em 2000 |
| Candidato                                                                   | Número                                                                      | Partido/Coligação                                                           | Votos                                                                       | %                                                                           | Situação                                                                    |                                                                             |
| --------------------------------------------------------------------------- | --------------------------------------------------------------------------- | --------------------------------------------------------------------------- | --------------------------------------------------------------------------- | --------------------------------------------------------------------------- | --------------------------------------------------------------------------- | --------------------------------------------------------------------------- |
| Antônio Marcos dos Santos                                                   | 31699                                                                       | PHS                                                                         | 1.335                                                                       | 0,501                                                                       | Suplente                                                                    |                                                                             |
| Antônio Roberto Barbosa                                                     | 40123                                                                       | PSB                                                                         | 4.089                                                                       | 1,533                                                                       | Eleito                                                                      |                                                                             |
| Antônio Roberto de Siqueira                                                 | 23651                                                                       | PPS                                                                         | 324                                                                         | 0,121                                                                       | Suplente                                                                    |                                                                             |
| Antônio Roberto Pires                                                       | 33613                                                                       | PL                                                                          | 63                                                                          | 0,024                                                                       | Não eleito                                                                  |                                                                             |
| Antônio Sérgio Paiva Silva                                                  | 16999                                                                       | PSTU                                                                        | 13                                                                          | 0,005                                                                       | Não eleito                                                                  |                                                                             |
| Antônio Vieira da SIlva                                                     | 11677                                                                       | PP / PPB / PTN                                                              | 146                                                                         | 0,055                                                                       | Suplente                                                                    |                                                                             |
| Antônio Viterbo Morales                                                     | 14699                                                                       | PTB / PST                                                                   | 908                                                                         | 0,340                                                                       | Suplente                                                                    |                                                                             |
| Aparecida Cirlei Miranda Portela                                            | 15577                                                                       | PMDB                                                                        | 302                                                                         | 0,113                                                                       | Suplente                                                                    |                                                                             |
| Aparecida da Silva Rossi                                                    | 15505                                                                       | PMDB                                                                        | 306                                                                         | 0,115                                                                       | Suplente                                                                    |                                                                             |
| Aristides Tavares Ribeiro                                                   | 31670                                                                       | PHS                                                                         | 250                                                                         | 0,094                                                                       | Suplente                                                                    |                                                                             |
| Armindo de Oliveira Ferreira                                                | 11619                                                                       | PP / PPB / PTN                                                              | 91                                                                          | 0,034                                                                       | Suplente                                                                    |                                                                             |
| Augusta Elizabeth Vieira Camargo Lacerda                                    | 23633                                                                       | PPS                                                                         | 1                                                                           | 0,000                                                                       | Suplente                                                                    |                                                                             |
| Aurélio Silva França                                                        | 31611                                                                       | PHS                                                                         | 104                                                                         | 0,039                                                                       | Suplente                                                                    |                                                                             |
| Benedita Célia Ribeiro                                                      | 12602                                                                       | PDT / PAN                                                                   | 73                                                                          | 0,027                                                                       | Não eleito                                                                  |                                                                             |
| Benedita Pascoal dos Santos                                                 | 25222                                                                       | PFL / PV                                                                    | 417                                                                         | 0,156                                                                       | Suplente                                                                    |                                                                             |
| Benedito Pedro da Silva Filho                                               | 19613                                                                       | PTN / PPB                                                                   | 110                                                                         | 0,041                                                                       | Suplente                                                                    |                                                                             |
| Benedito Roberto Alves Ferreira                                             | 22333                                                                       | PL                                                                          | 5.495                                                                       | 2,060                                                                       | Não eleito                                                                  |                                                                             |
| Benedito Vieira Pereira                                                     | 25700                                                                       | PFL / PV                                                                    | 1.596                                                                       | 0,598                                                                       | Suplente                                                                    |                                                                             |
| Bento Augusto da Cunha Santos                                               | 11666                                                                       | PP / PPB / PTN                                                              | 1.144                                                                       | 0,429                                                                       | Suplente                                                                    |                                                                             |
| Berenice da Silva Lopes dos Santos                                          | 45005                                                                       | PSDB                                                                        | 935                                                                         | 0,351                                                                       | Suplente                                                                    |                                                                             |
| Bleid Ramos de Paula                                                        | 45789                                                                       | PSDB                                                                        | 669                                                                         | 0,251                                                                       | Suplente                                                                    |                                                                             |
| Carlos Alberto Fernandes                                                    | 14601                                                                       | PTB / PST                                                                   | 534                                                                         | 0,200                                                                       | Suplente                                                                    |                                                                             |
| Carlos Alberto Fernandes Santos                                             | 14640                                                                       | PTB / PST                                                                   | 488                                                                         | 0,183                                                                       | Suplente                                                                    |                                                                             |
| Cláudia Vidal di Maio                                                       | 45628                                                                       | PSDB                                                                        | 179                                                                         | 0,067                                                                       | Suplente                                                                    |                                                                             |
| Cláudio Calasans Camargo                                                    | 14677                                                                       | PTB / PST                                                                   | 1.486                                                                       | 0,557                                                                       | Suplente                                                                    |                                                                             |
| Clayton Rodrigues da Costa                                                  | 14621                                                                       | PTB / PST                                                                   | 339                                                                         | 0,127                                                                       | Suplente                                                                    |                                                                             |
| Clotilde de Melo França                                                     | 12688                                                                       | PDT / PAN                                                                   | 0                                                                           | 0,000                                                                       | Não eleito                                                                  |                                                                             |
| Clóvis Antônio Zogbi                                                        | 22214                                                                       | PL                                                                          | 66                                                                          | 0,025                                                                       | Não eleito                                                                  |                                                                             |
| Clóvis Miguel Sanches                                                       | 45145                                                                       | PSDB                                                                        | 102                                                                         | 0,038                                                                       | Suplente                                                                    |                                                                             |
| Cristiano Pinto Ferreira                                                    | 45699                                                                       | PSDB                                                                        | 2.323                                                                       | 0,871                                                                       | Eleito por média                                                            |                                                                             |